# Tupadly (okres Kutná Hora)
Tupadly (německy Tupadl) jsou obec v okrese Kutná Hora ve Středočeském kraji. Leží asi čtrnáct kilometrů jihovýchodně od Kutné Hory a pět kilometrů jižně od města Čáslav. Žije v ní 688 obyvatel. Východním okrajem obce protéká říčka Brslenka, na horním toku nazývaná také Čáslavka, která je levostranným přítokem řeky Doubravy.

## Historie
První písemná zmínka o obci pochází z roku 1242.
V obci Tupadly (772 obyvatel, poštovní úřad, telegrafní úřad, telefonní úřad, četnická stanice) byly v roce 1932 evidovány tyto živnosti a obchody: lékař, cihelna, 2 hostince, 2 koláři, 2 kováři, krejčí, výroba lihovin, mlýn, pekař, pivovar, 4 rolníci, řezník, sadař, 2 obchody se smíšeným zbožím, družstvo pro stavbu dělnických domků, trafika, truhlář, 2 velkostatky, obchod s vínem, zámečník.

## Obyvatelstvo
| Rok            | 1869 | 1880 | 1890 | 1900 | 1910 | 1921 | 1930 | 1950 | 1961 | 1970 | 1980 | 1991 | 2001 | 2011 | 2021 |
| -------------- | ---- | ---- | ---- | ---- | ---- | ---- | ---- | ---- | ---- | ---- | ---- | ---- | ---- | ---- | ---- |
| Počet obyvatel | 705  | 783  | 764  | 757  | 728  | 772  | 709  | 547  | 540  | 527  | 522  | 517  | 511  | 607  | 640  |
| Počet domů     | 75   | 71   | 73   | 75   | 82   | 82   | 111  | 120  | 124  | 126  | 137  | 161  | 176  | 198  | 227  |

## Obecní správa
V letech 1961–1990 k obci patřily Adamov a Schořov.

### Územněsprávní začlenění
Dějiny územněsprávního začleňování zahrnují období od roku 1850 do současnosti. V chronologickém přehledu je uvedena územně administrativní příslušnost obce v roce, kdy ke změně došlo:
- do 1849 země česká, kraj Čáslav
- 1850 země česká, kraj Pardubice, politický okres Kutná Hora, soudní okres Čáslav[8]
- 1855 země česká, kraj Čáslav, soudní okres Čáslav
- 1868 země česká, politický i soudní okres Čáslav
- 1939 země česká, Oberlandrat Kolín, politický i soudní okres Čáslav[9]
- 1942 země česká, Oberlandrat Praha, politický i soudní okres Čáslav[10]
- 1945 země česká, správní i soudní okres Čáslav[11]
- 1949 Pardubický kraj, okres Čáslav[12]
- 1960 Středočeský kraj, okres Kutná Hora
- 2003 Středočeský kraj, obec s rozšířenou působností Čáslav

### Obecní symboly
Znak a vlajka byly obci uděleny rozhodnutím předsedkyně Poslanecké sněmovny Parlamentu České republiky dne 4. října 2012.

## Doprava
Dopravní síť
- Pozemní komunikace – Do obce vedou silnice III. třídy. Ve vzdálenosti tři kilometry lze najet na silnici I/38 Havlíčkův Brod – Čáslav – Kolín – Nymburk.

- Železnice – Železniční trať ani stanice na území obce nejsou. Nejblíže obci je železniční zastávka Horky u Čáslavi ve vzdálenosti tři kilometry ležící na trati 230 z Kolína do Havlíčkova Brodu.

Veřejná doprava 2011
- Autobusová doprava – Obcí projížděly v pracovních dnech autobusové linky do Adamova, Čáslavi, Prachovic, Třemošnice, Zbýšova a Žlebů (dopravce Veolia Transport Východní Čechy, a. s.). O víkendu byla obec bez dopravní obsluhy.

## Školství

### Mateřská škola Tupadly
Mateřská škola je přízemní a omezena pro počet 28 dětí. Součástí mateřské školy je jídelna, ložnice a zahrada. Sídlo mateřské školy se nachází v Tupadlech čp. 152.

## Pamětihodnosti
- Zámek Tupadly
- Hospoda čp. 31
- Usedlost čp. 62

## Fotogalerie

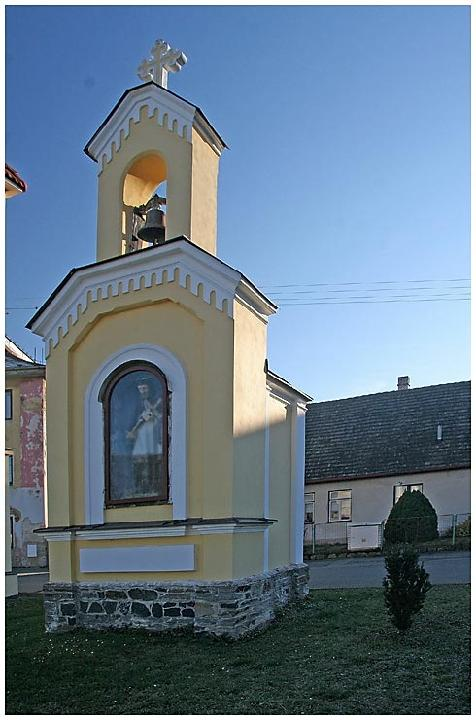
Výklenková kaple na návsi v Tupadlech
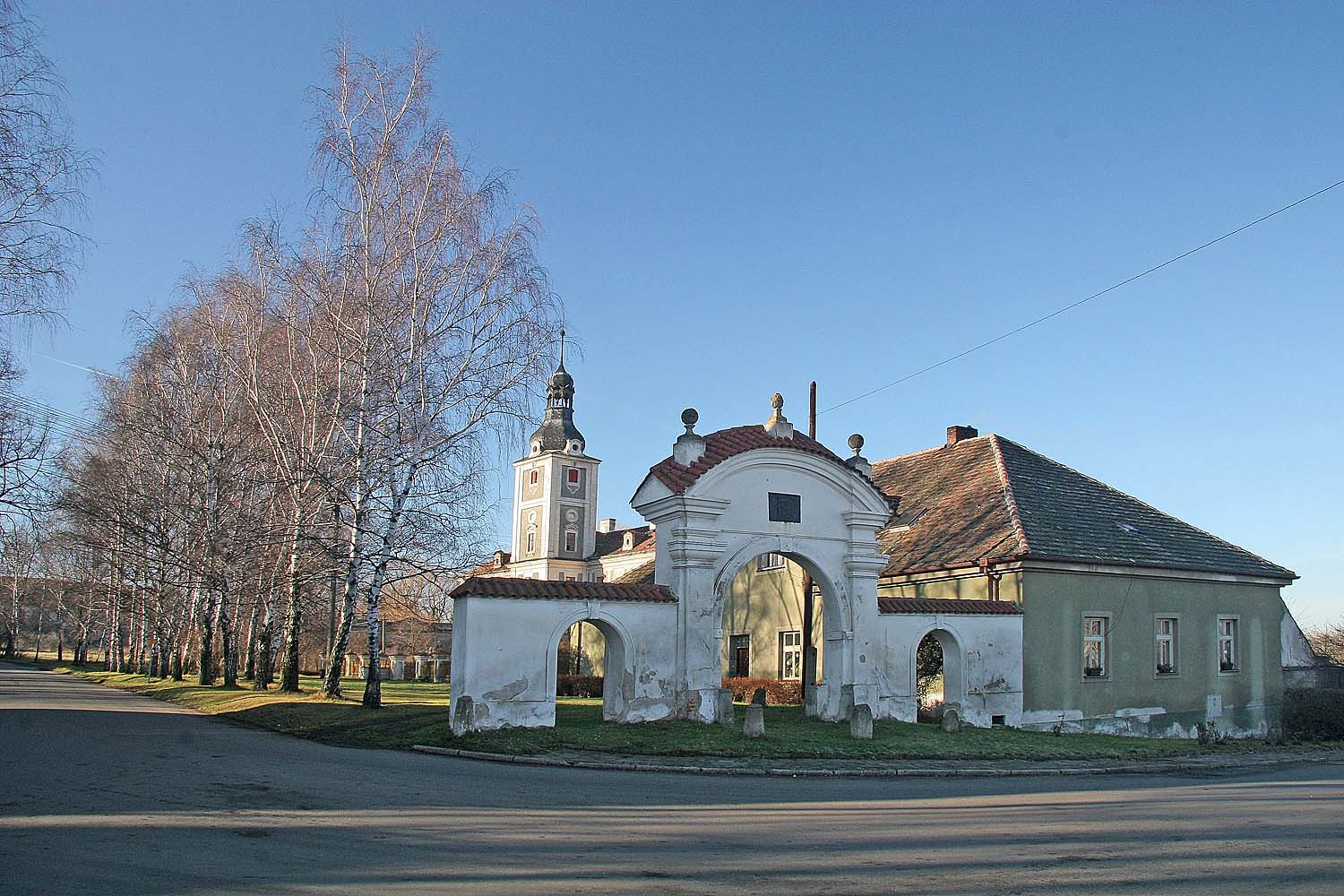
Brána u zámku v Tupadlech